# Maison Windsor
Pour les articles homonymes, voir Windsor et Saxe-Cobourg et Gotha.
La maison Windsor (en anglais : House of Windsor) est l'actuelle maison royale du Royaume-Uni de Grande-Bretagne et d'Irlande du Nord et des autres royaumes du Commonwealth.
Elle est issue de la maison de Saxe-Cobourg et Gotha, une branche cadette de la maison de Wettin. Mais pendant la Première Guerre mondiale, le sentiment anti-allemand est si important dans la population britannique qu'il conduit la famille royale à changer tous ses titres et ses noms de famille allemands pour des titres et des noms à consonance anglaise. Le 17 juillet 1917, la maison et la famille royales sont ainsi renommées « maison Windsor » par une proclamation du roi George V. Depuis 1974, l'aîné en ligne agnatique est le prince Richard, duc de Gloucester.

## Origine et évolution

### Maison de Saxe-Cobourg-Gotha
En 1714, en vertu de l'Acte d'établissement de 1701, l'électeur de Hanovre, Georges-Louis, succède à la reine Anne de la maison Stuart. En 1837, la reine Victoria succède à son oncle Guillaume IV mais le trône hanovrien passe à Ernest-Auguste Ier en vertu de la loi salique s'appliquant à Hanovre.
Victoria épouse en février 1840 Albert de Saxe-Cobourg-Gotha, fils du duc Ernest Ier. En 1901, lorsque Édouard VII, fils de la reine Victoria, monte sur le trône, il porte le nom de son père et la maison royale prend dès lors le nom de Saxe-Cobourg-Gotha.

### Changement de nom

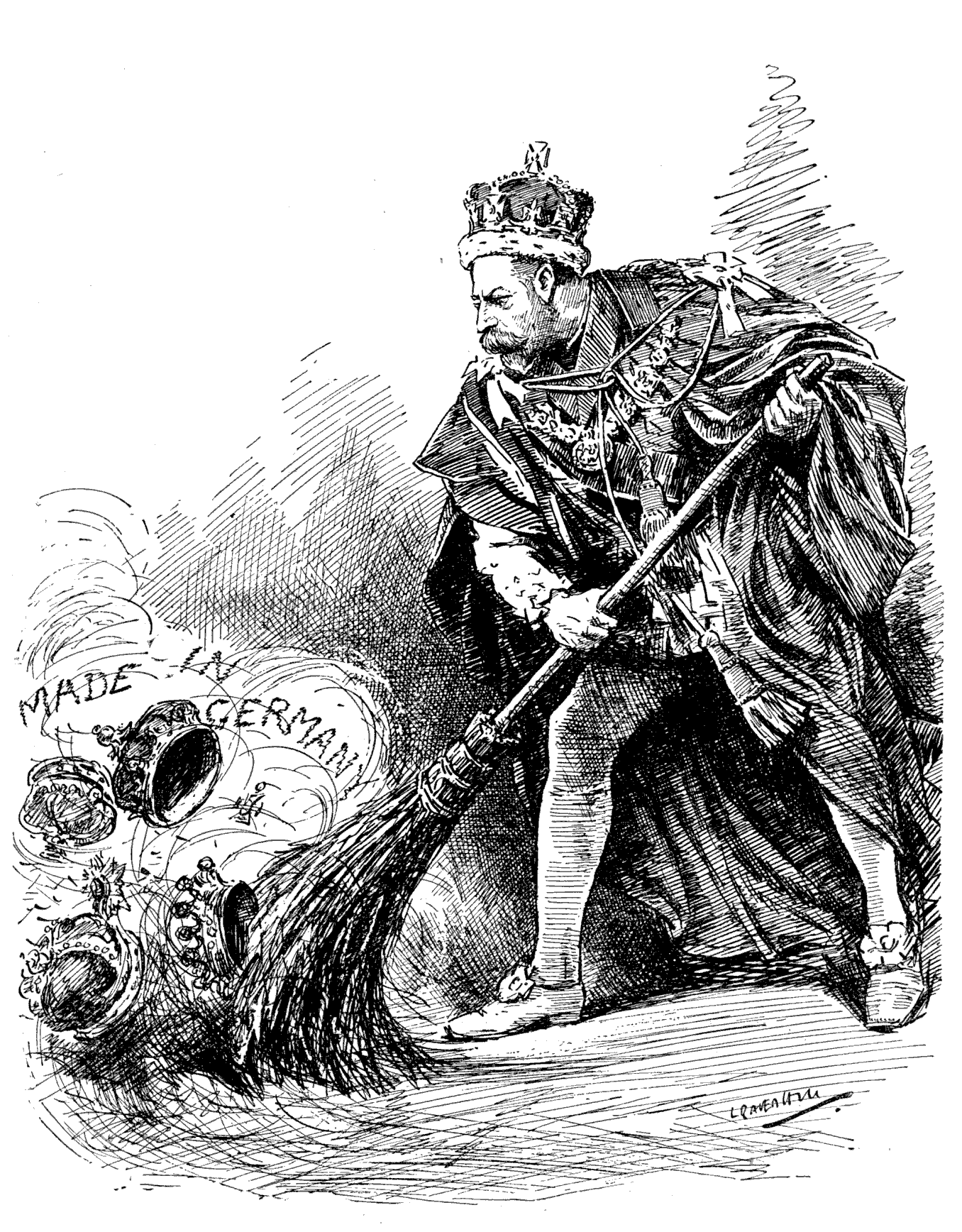
« Bon débarras » : George V balaye les titres allemands détenus par sa famille. Caricature réalisée après que le roi a décidé de supprimer les titres allemands et de renommer sa maison de Saxe-Cobourg-Gotha en Windsor.

En 1917, pendant la Première Guerre mondiale, face à une opinion publique de plus en plus antigermanique, le roi George V préfère changer le nom de sa dynastie de Saxe-Cobourg-Gotha en Windsor, du nom du château du même nom. Dans le même temps, les cousins Battenberg deviennent Mountbatten.

Emblème 1952-2022.

En 1947, la princesse Élisabeth, héritière du trône de George VI, épouse Philippe de Grèce. Celui-ci est membre de la maison de Glücksbourg. Quelques mois avant son mariage, il est naturalisé sujet britannique, et prend à cette occasion le nom de famille Mountbatten de ses grands-parents maternels britanniques.
Après l'accession au trône d'Élisabeth II, Louis Mountbatten souhaite que la maison royale prenne le nom de Mountbatten, comme le voulait la pratique pour les épouses d'adopter le nom de leur mari. Toutefois, la reine Mary et Winston Churchill s'y opposent et le 9 avril 1952, Élisabeth II signe une proclamation déclarant sa « volonté et plaisir que moi et mes enfants seront appelés et connus comme la maison et la famille Windsor, et que mes descendants, autres que les descendantes qui se marient et leurs descendants, porteront le nom Windsor. » Philip se plaignit en privé d'être « le seul homme au pays non autorisé à donner son nom à ses propres enfants. »
Le 8 février 1960, après la mort de la reine Mary et la démission de Churchill, la reine confirme qu'elle et ses enfants continueront à être appelés maison et famille Windsor ainsi que les descendants agnatiques qui portent le prédicat d'altesse royale et le titre de prince ou princesse, mais elle décida que les descendants agnatiques qui ne portent pas ces titres et prédicats porteraient le nom Mountbatten-Windsor.
Tout futur monarque pourrait, s'il le souhaite, changer le nom de la maison par une autre proclamation annulant celles de George V et d'Élisabeth II,.

### Réforme des règles de succession
La réforme a été validée par les parlements de l'ensemble des pays dont le souverain britannique est chef d'État. L'Acte de succession à la Couronne est sanctionné par la reine Élisabeth II le 25 avril 2013 et entre en vigueur le 26 mars 2015 :
- primogéniture absolue ;
- abolissant l'exclusion des personnes mariées à des personnes de confession catholique ;
  - le souverain lui-même, en sa qualité de chef (nominal) de l'Église d'Angleterre, doit toujours être en communion avec celle-ci, et donc non catholique ; ceci est inchangé ;
- limitant les personnes dont le mariage doit être autorisé par le souverain.

## Descendance Windsor
- George V + Mary de Teck
  - Édouard VIII + Wallis Warfield
  - George VI + Elizabeth Bowes-Lyon
    - Élisabeth II + Philip Mountbatten
dont postérité Mountbatten-Windsor :
      - Charles III + Diana Spencer ; + Camilla Shand
        - William de Galles + Kate Middleton
          - George de Galles
          - Charlotte de Galles
          - Louis de Galles

        - Harry de Sussex + Meghan Markle
          - Archie de Sussex
          - Lilibet de Sussex

      - Anne du Royaume-Uni + Mark Phillips ; + Timothy Laurence
        - dont postérité Phillips et Tindall

      - Andrew d'York + Sarah Ferguson
        - Beatrice d'York + Edoardo Mapelli Mozzi
          - dont postérité Mapelli Mozzi

        - Eugenie d'York + Jack Brooksbank
          - dont postérité Brooksbank

      - Edward d'Édimbourg + Sophie Rhys-Jones
        - Louise Mountbatten-Windsor
        - James Mountbatten-Windsor

    - Margaret du Royaume-Uni + Antony Armstrong-Jones
      - dont postérité Armstrong-Jones et Chatto

  - Mary du Royaume-Uni + Henry Lascelles
    - dont postérité Lascelles, Shard, Pearce, Hermans, Bolton et Douet

  - Henry de Gloucester + Alice Montagu-Douglas-Scott
    - William de Gloucester
    - Richard de Gloucester + Birgitte van Deurs
      - Alexander Windsor + Claire Booth
        - Xan Windsor
        - Cosima Windsor

      - Davina Windsor + Gary Lewis
        - dont postérité Lewis

      - Rose Windsor + George Gilman
        - dont postérité Gilman

  - George de Kent + Marina de Grèce
    - Edward de Kent + Katharine Worsley
      - George Windsor + Sylvana Tomaselli
        - Edward Windsor
        - Marina Windsor
        - Amelia Windsor

      - Helen Windsor + Timothy Taylor
        - dont postérité Taylor

      - Nicholas Windsor + Paola Doimi de Lupis
        - Albert Windsor
        - Leopold Windsor
        - Louis Windsor

    - Alexandra de Kent + Angus Ogilvy
      - dont postérité Ogilvy et Mowatt

    - Michael de Kent + Marie-Christine von Reibnitz
      - Frederick Windsor + Sophie Winkleman
        - Maud Windsor
        - Isabella Windsor

      - Gabriella Windsor + Thomas Kingston

  - John du Royaume-Uni

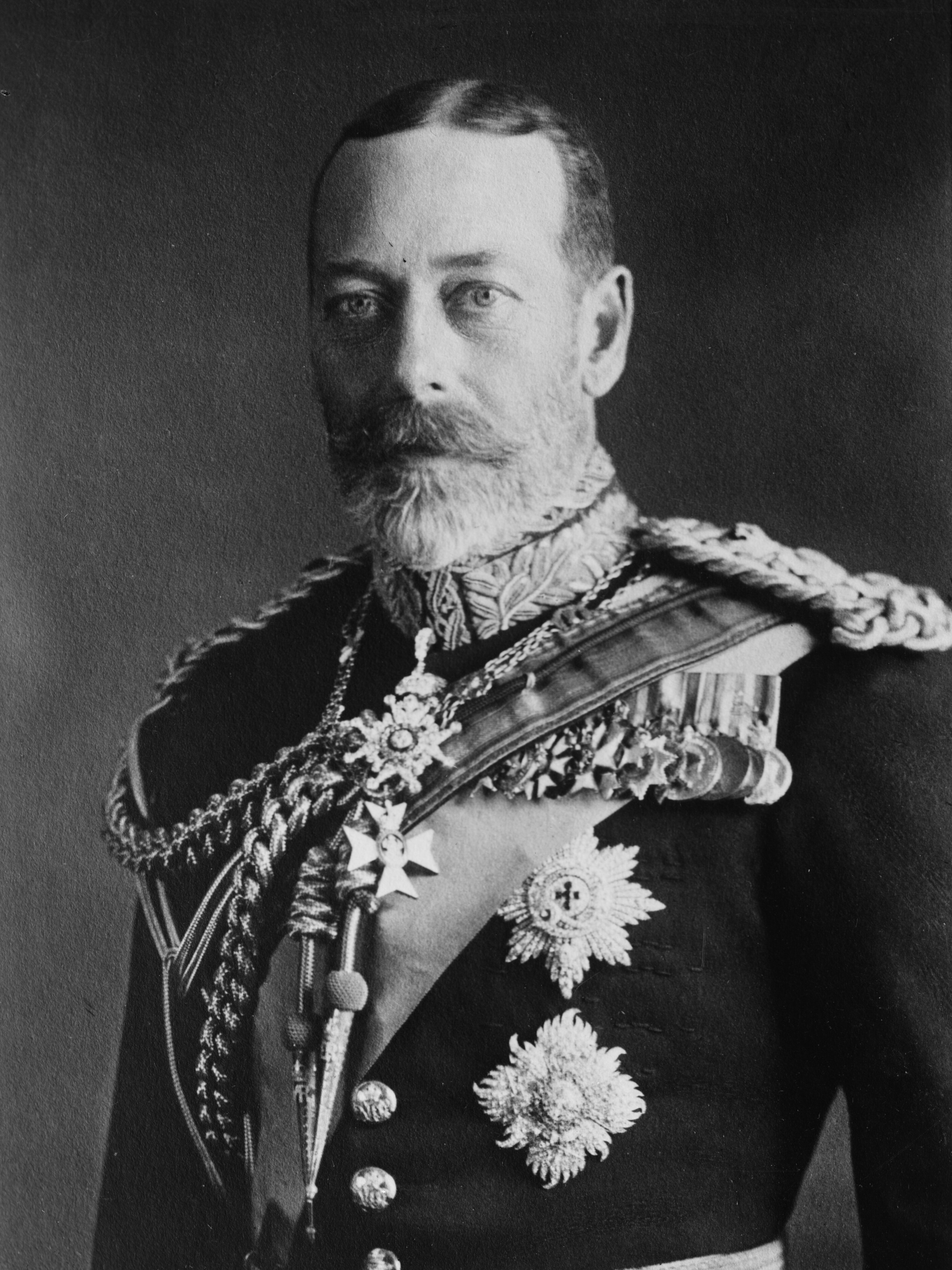
George V
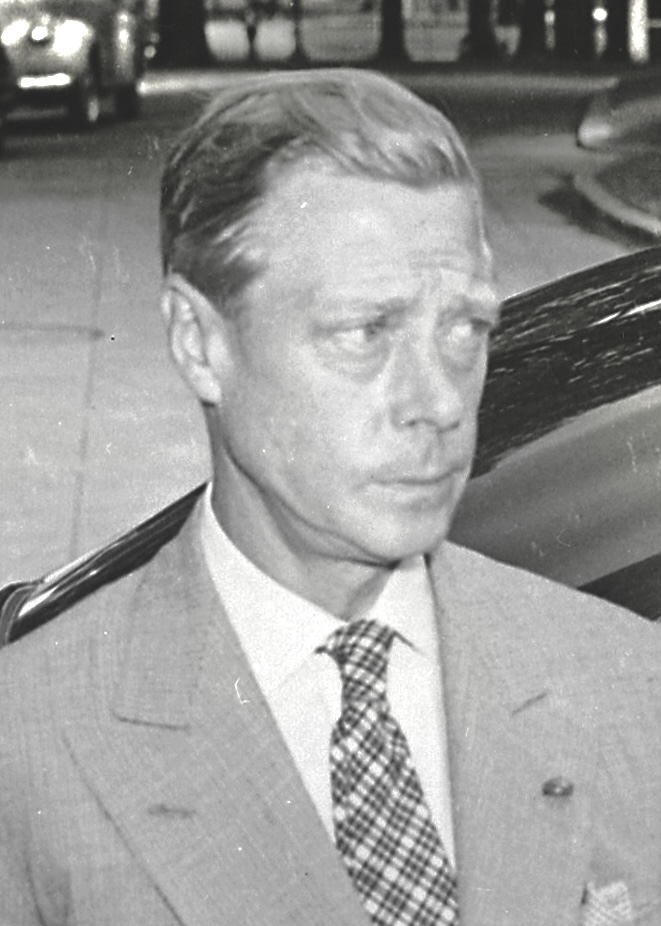
Édouard VIII
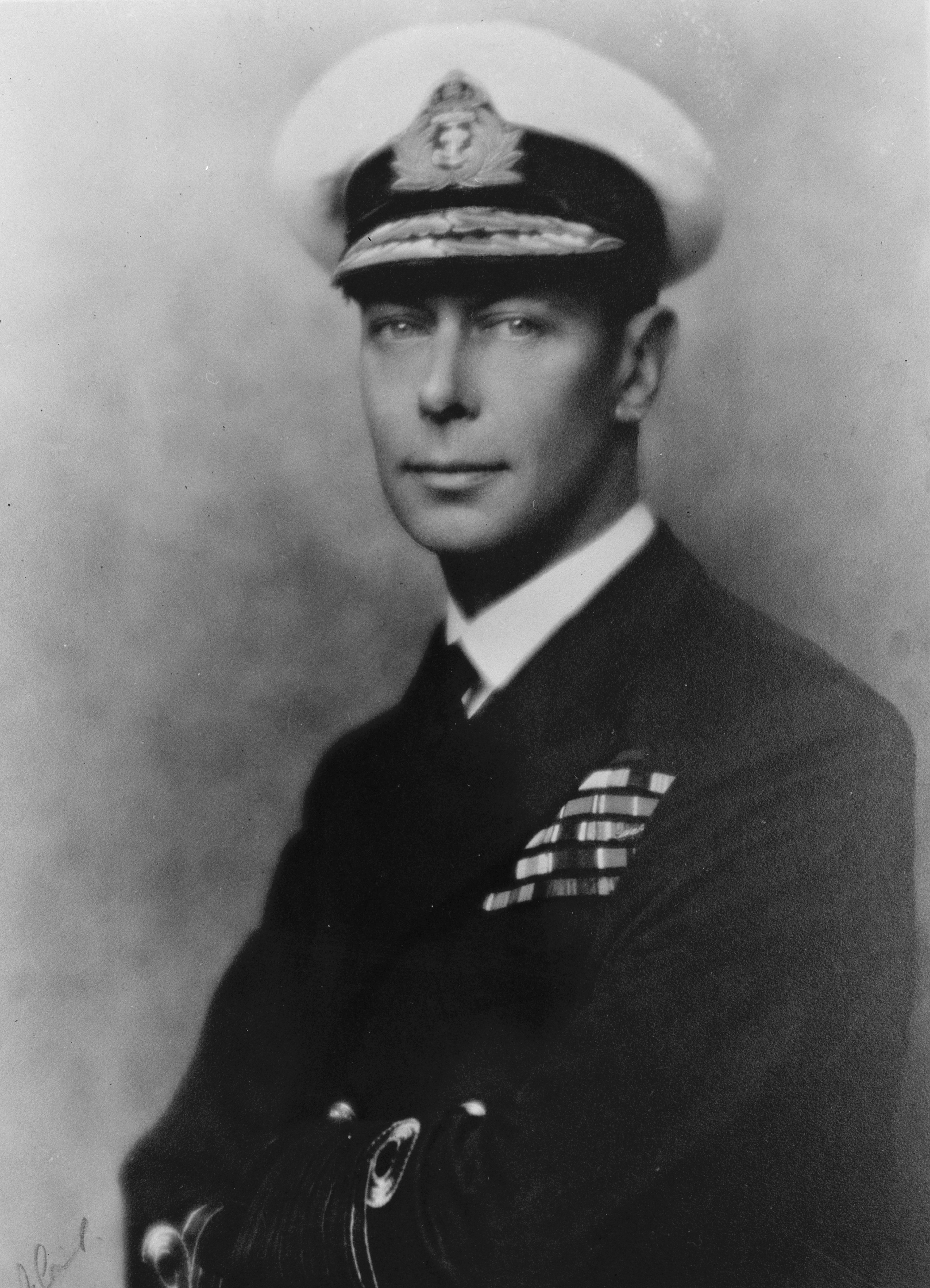
George VI
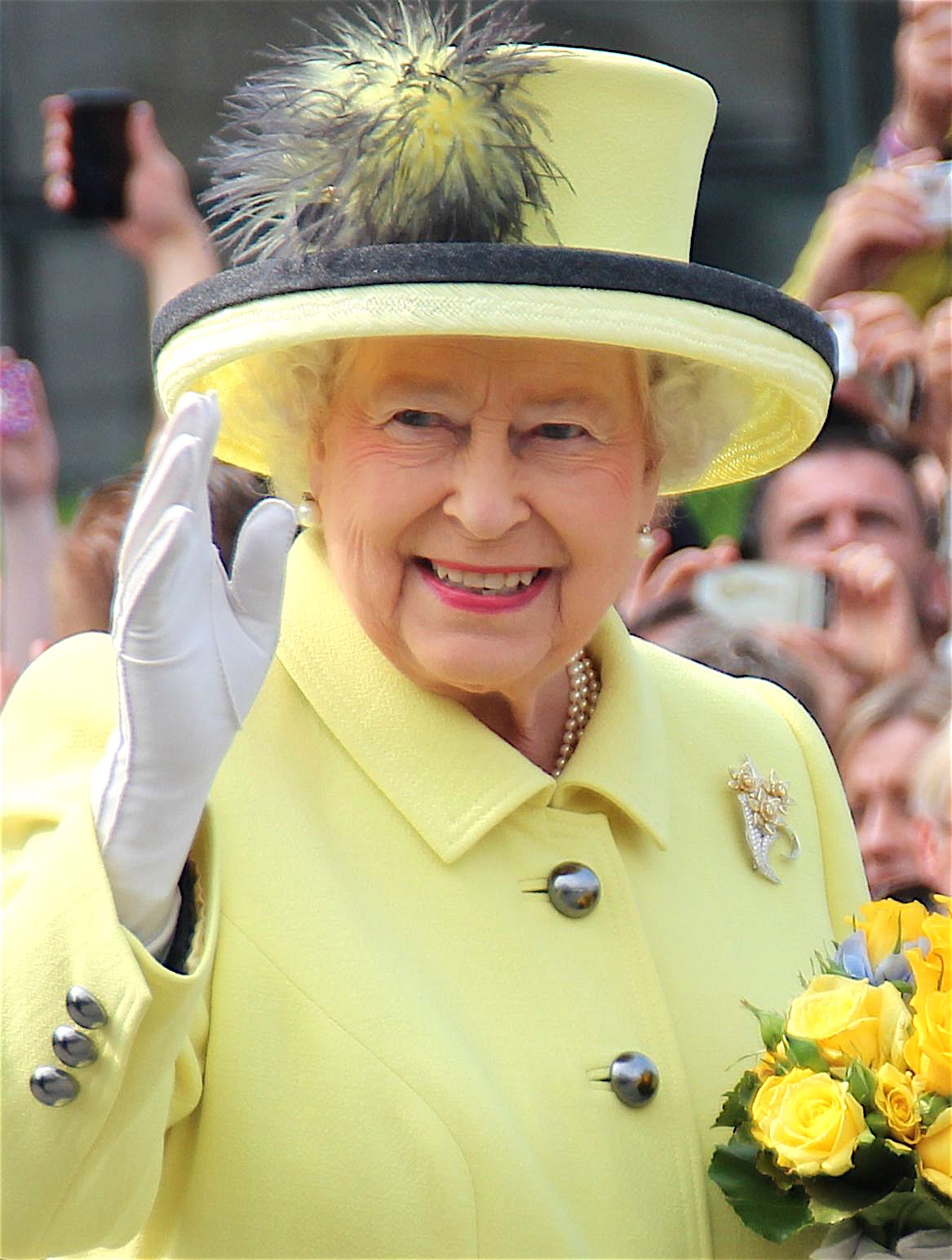
Élisabeth II
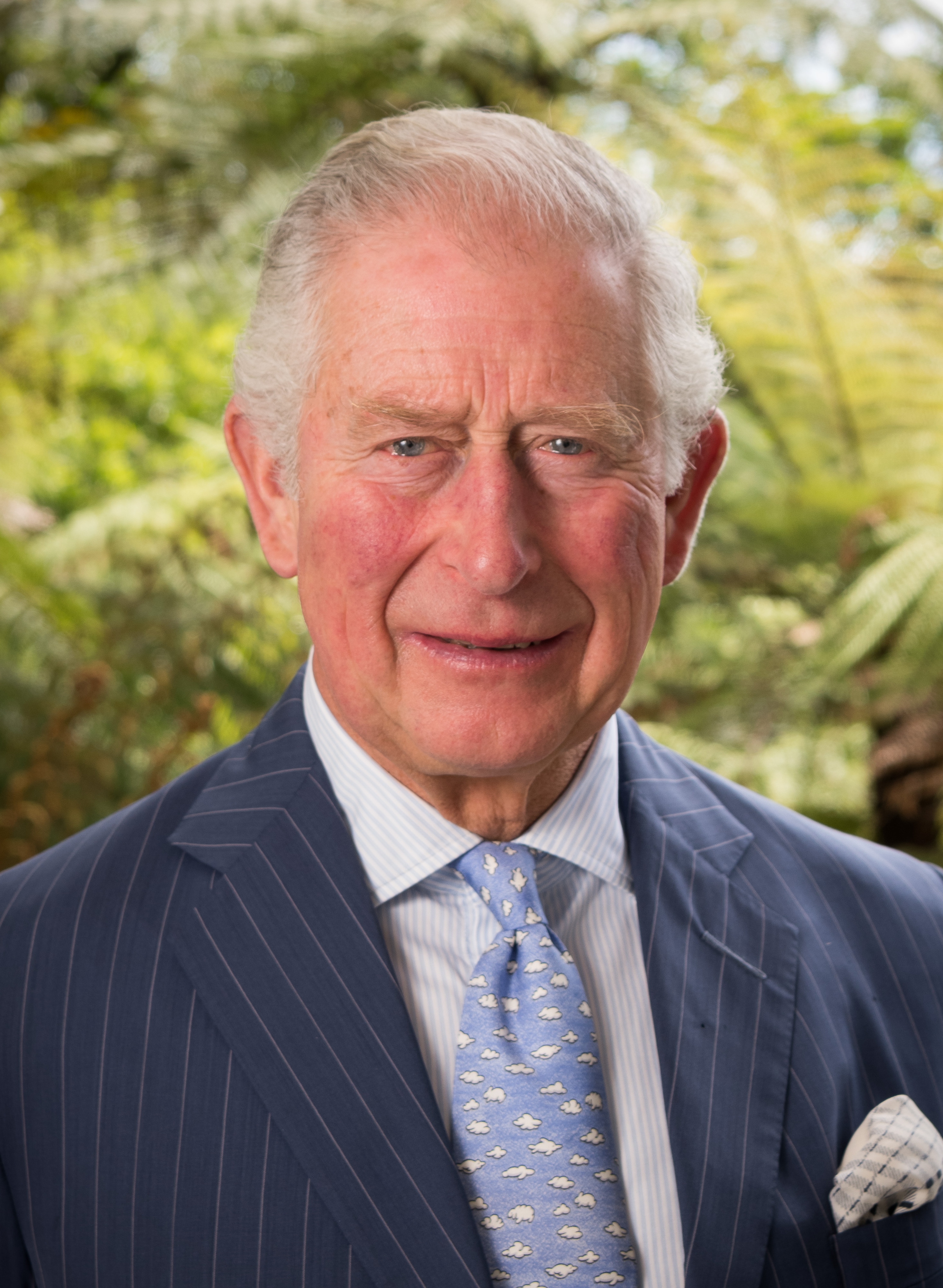
Charles III
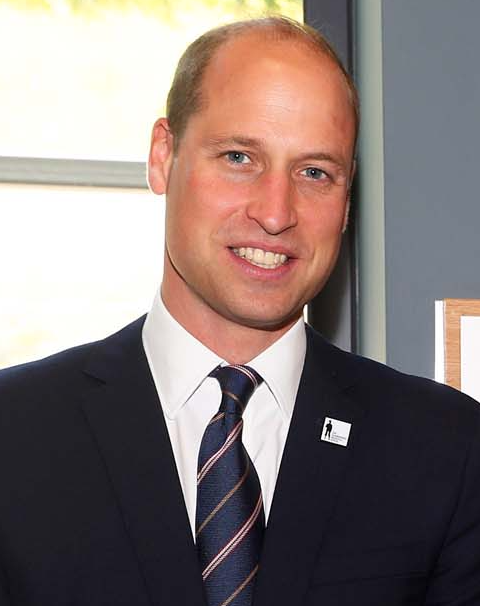
William de Galles
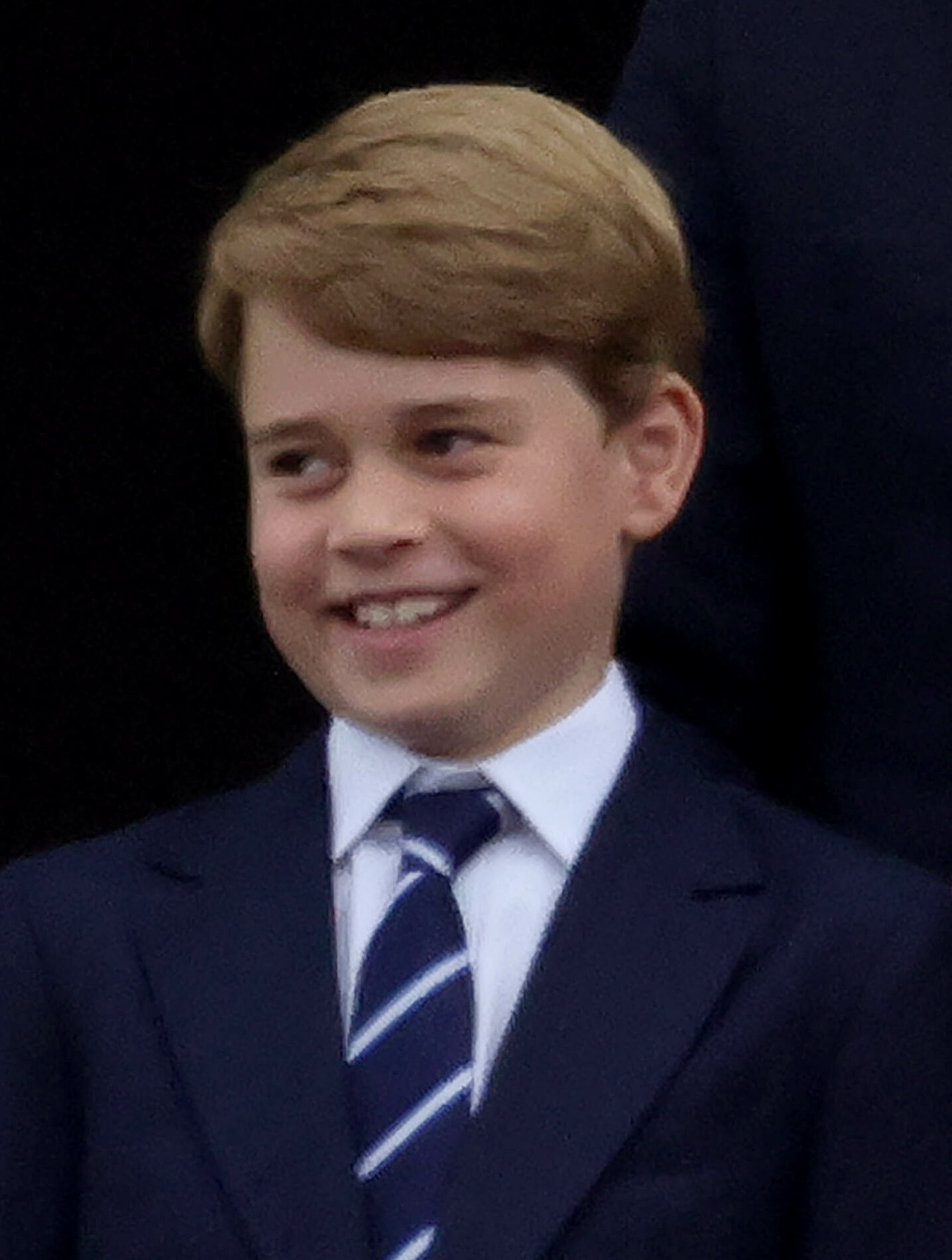
George de Galles
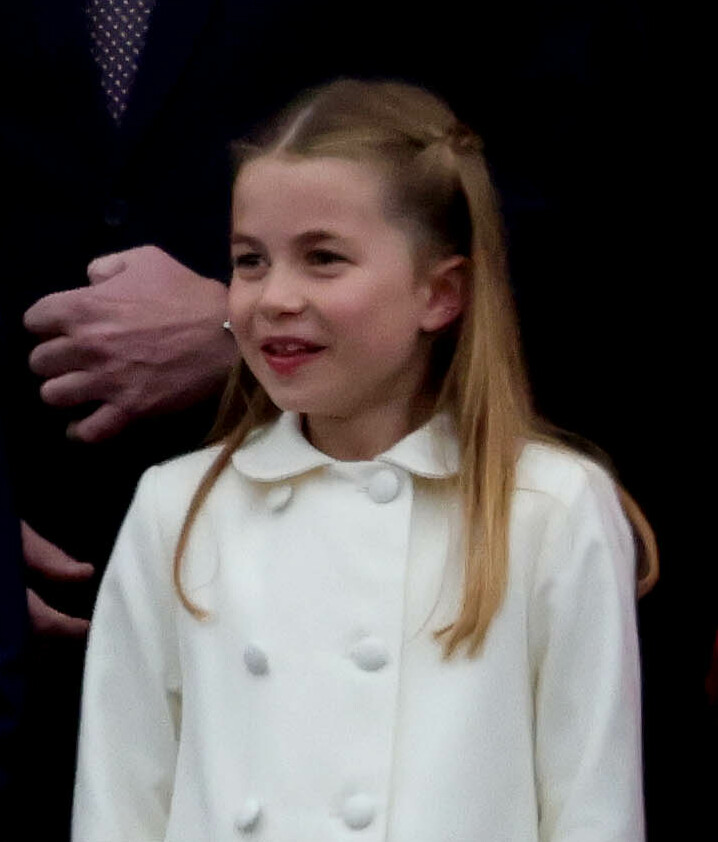
Charlotte de Galles
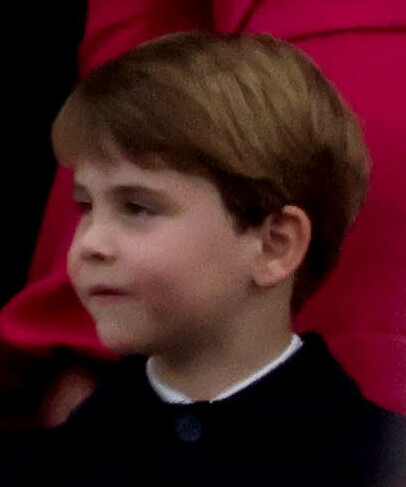
Louis de Galles
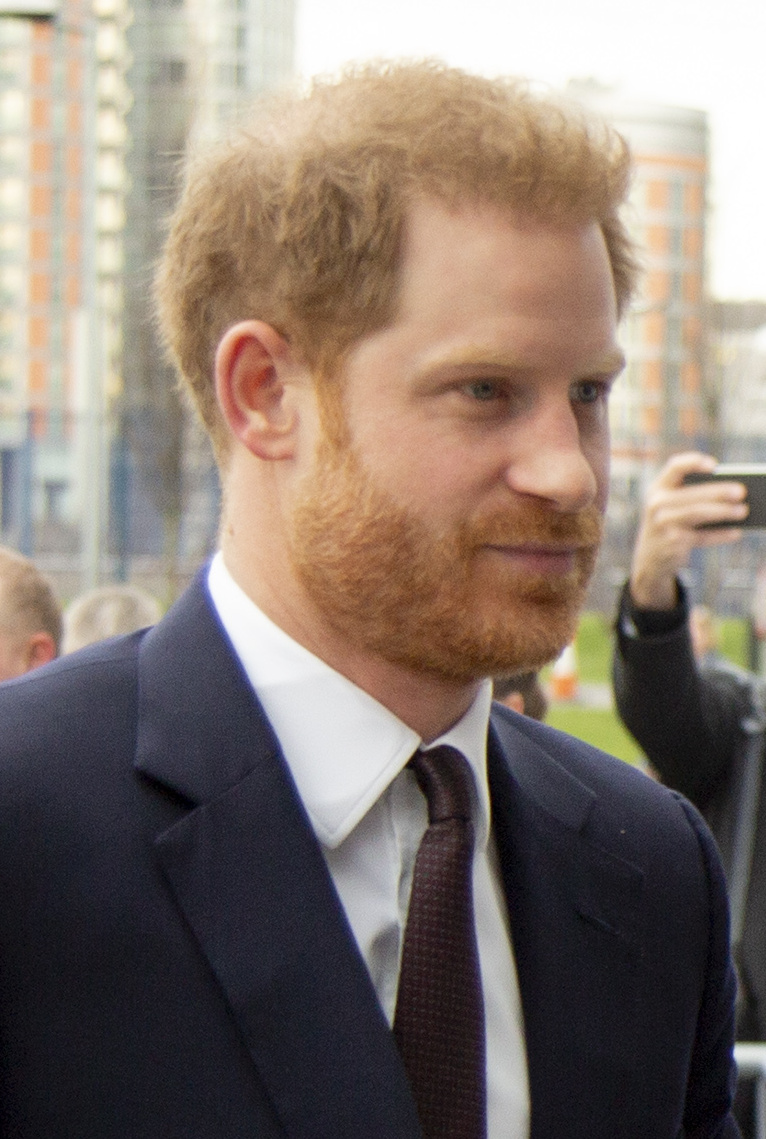
Harry de Sussex
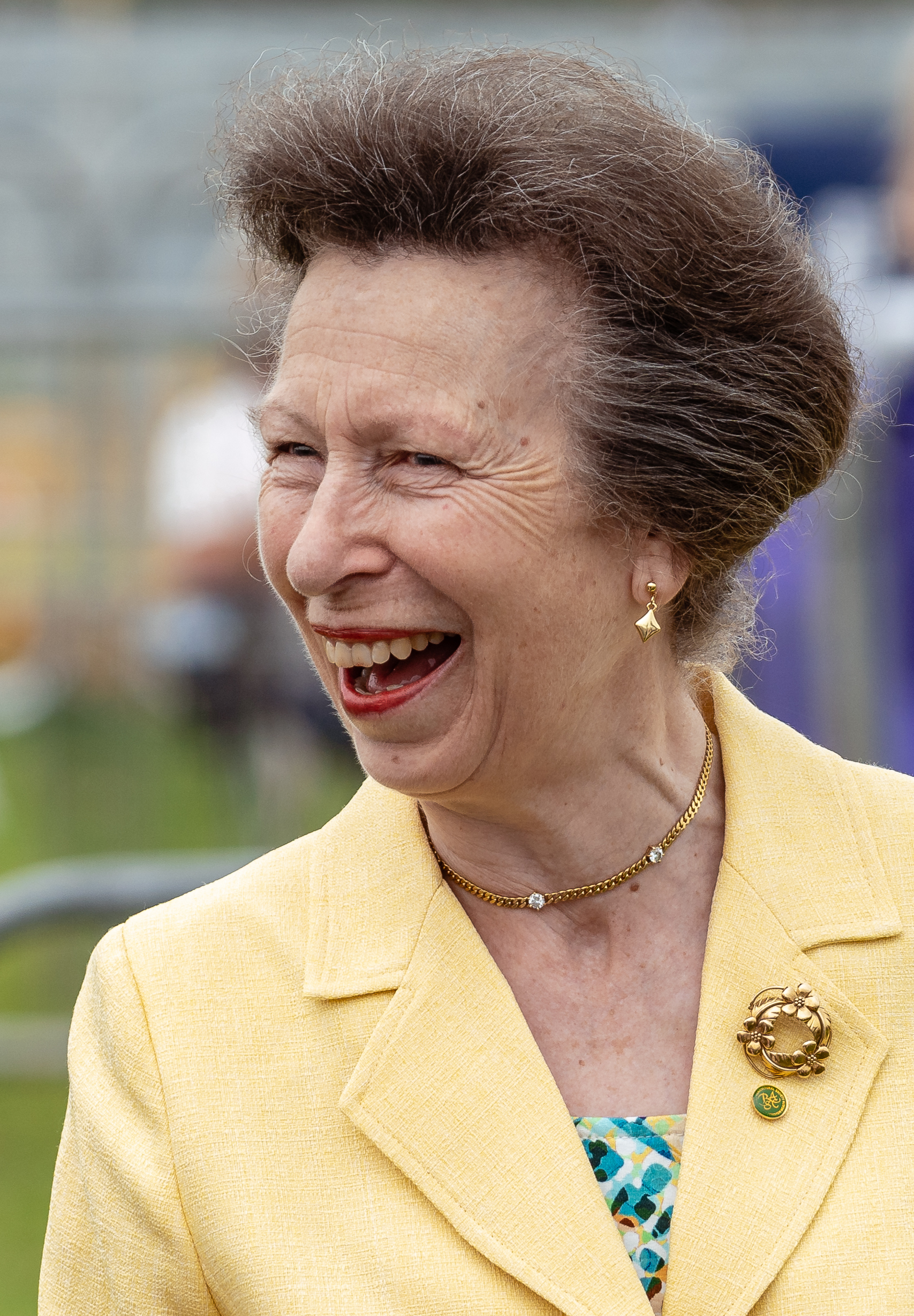
Anne du Royaume-Uni
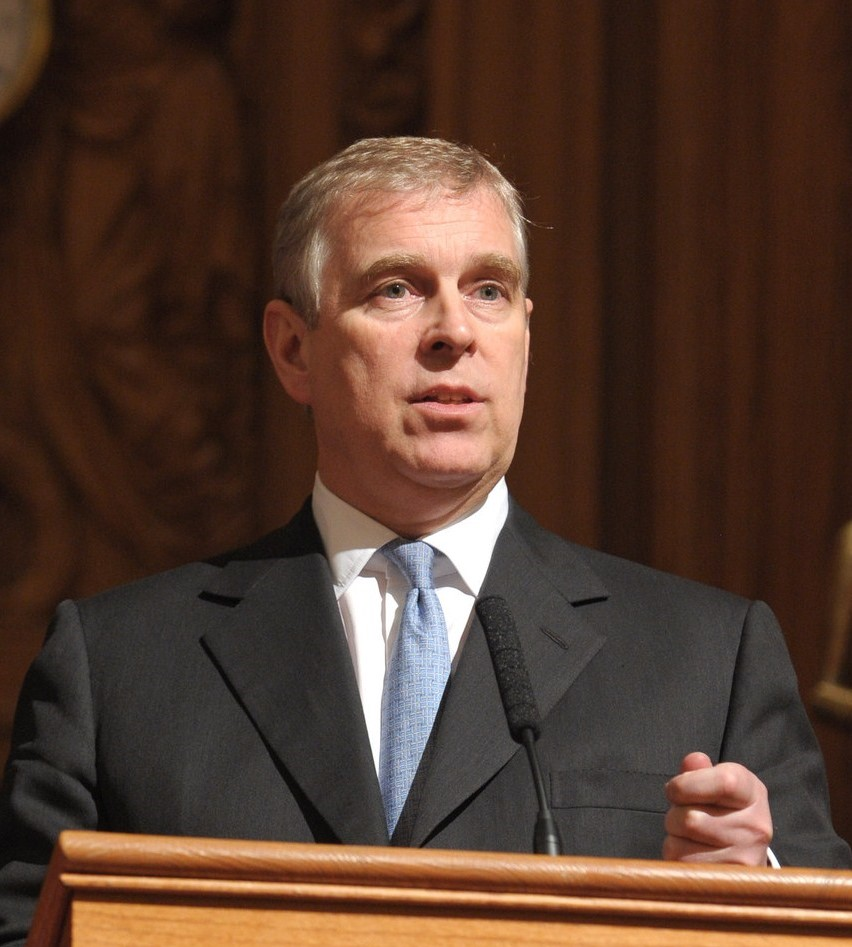
Andrew d'York
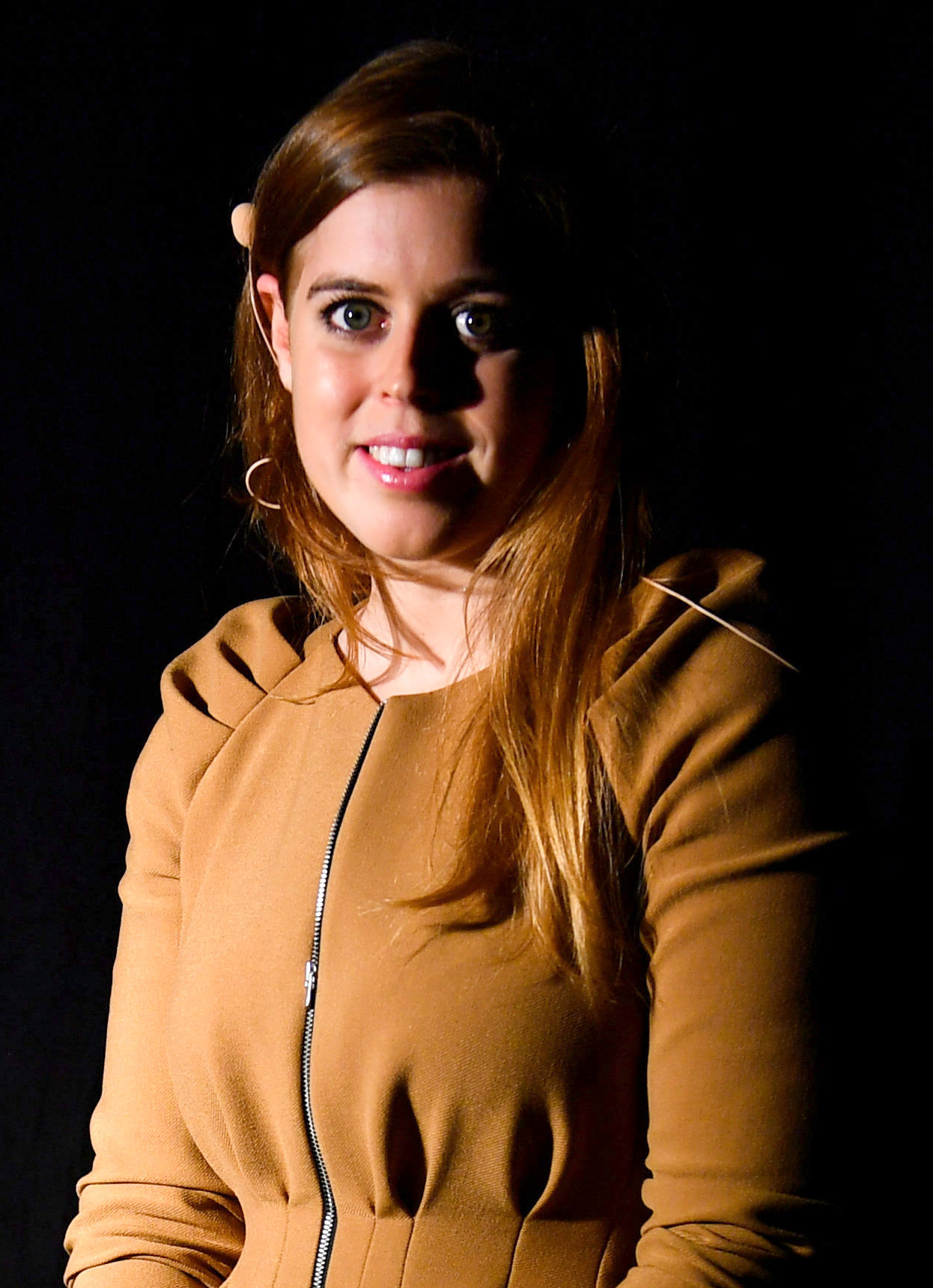
Beatrice d'York
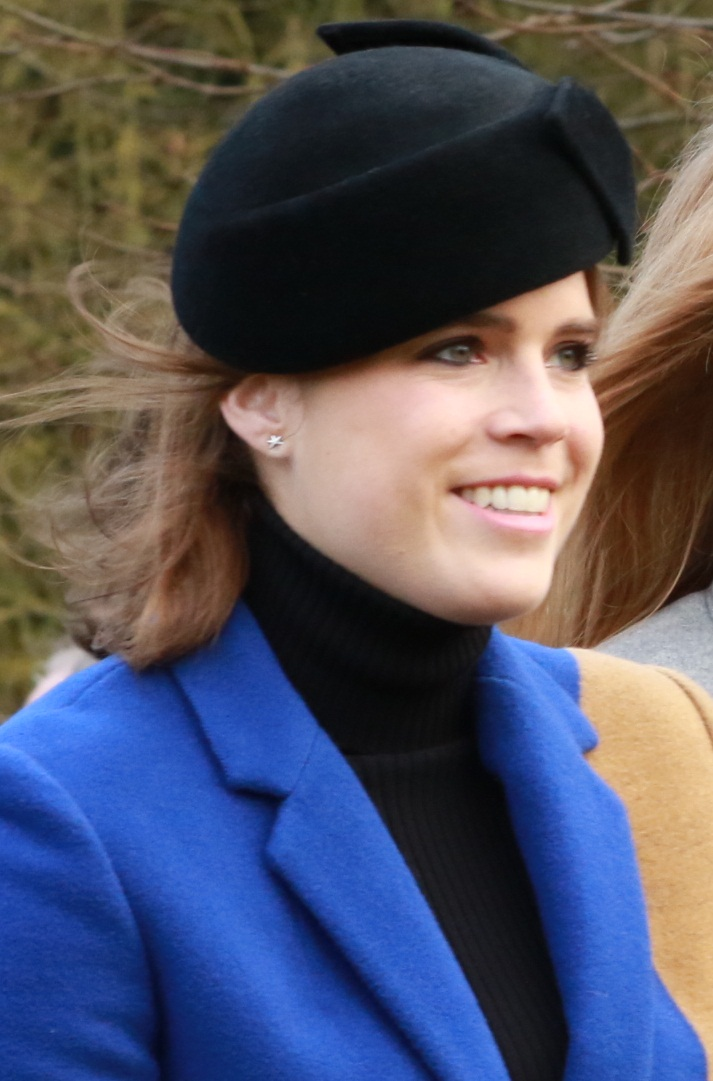
Eugenie d'York
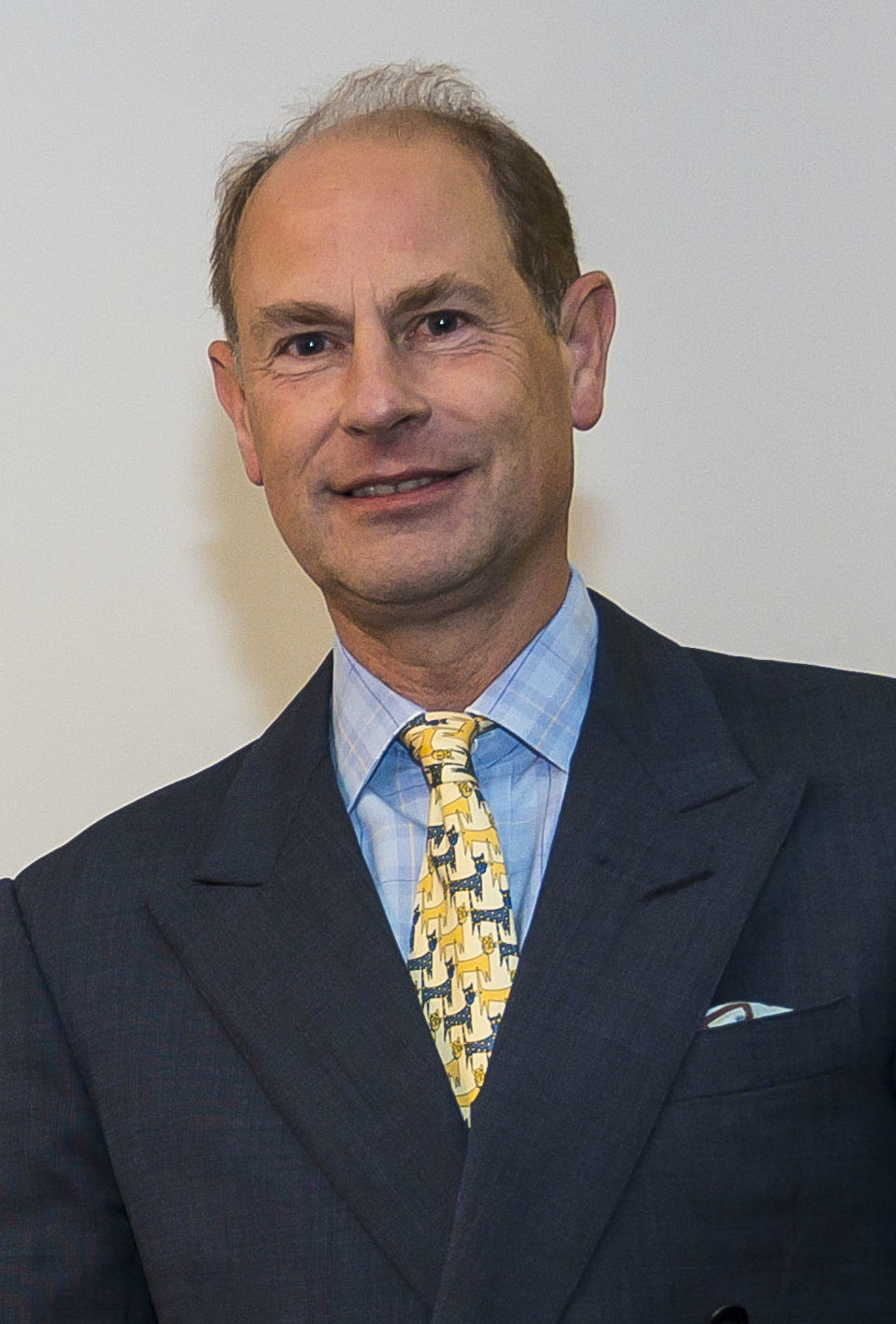
Edward d'Édimbourg
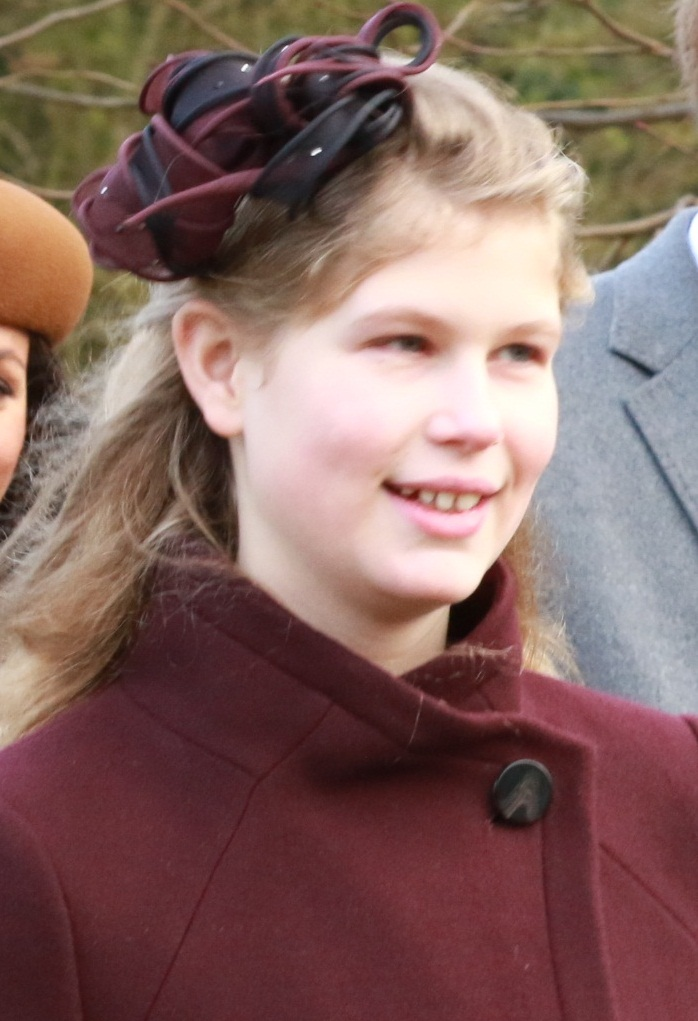
Louise Mountbatten-Windsor
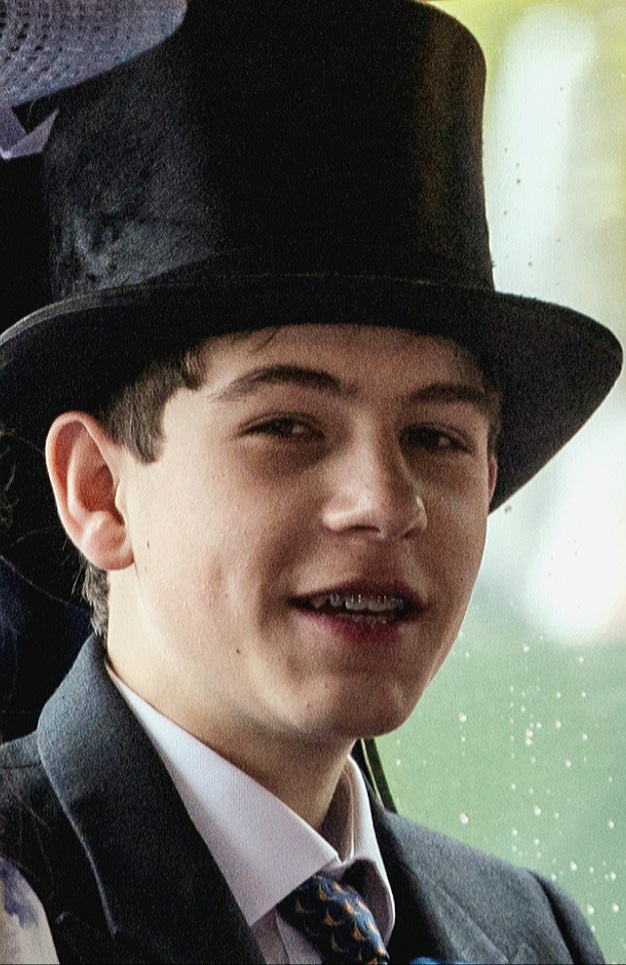
James Mountbatten-Windsor
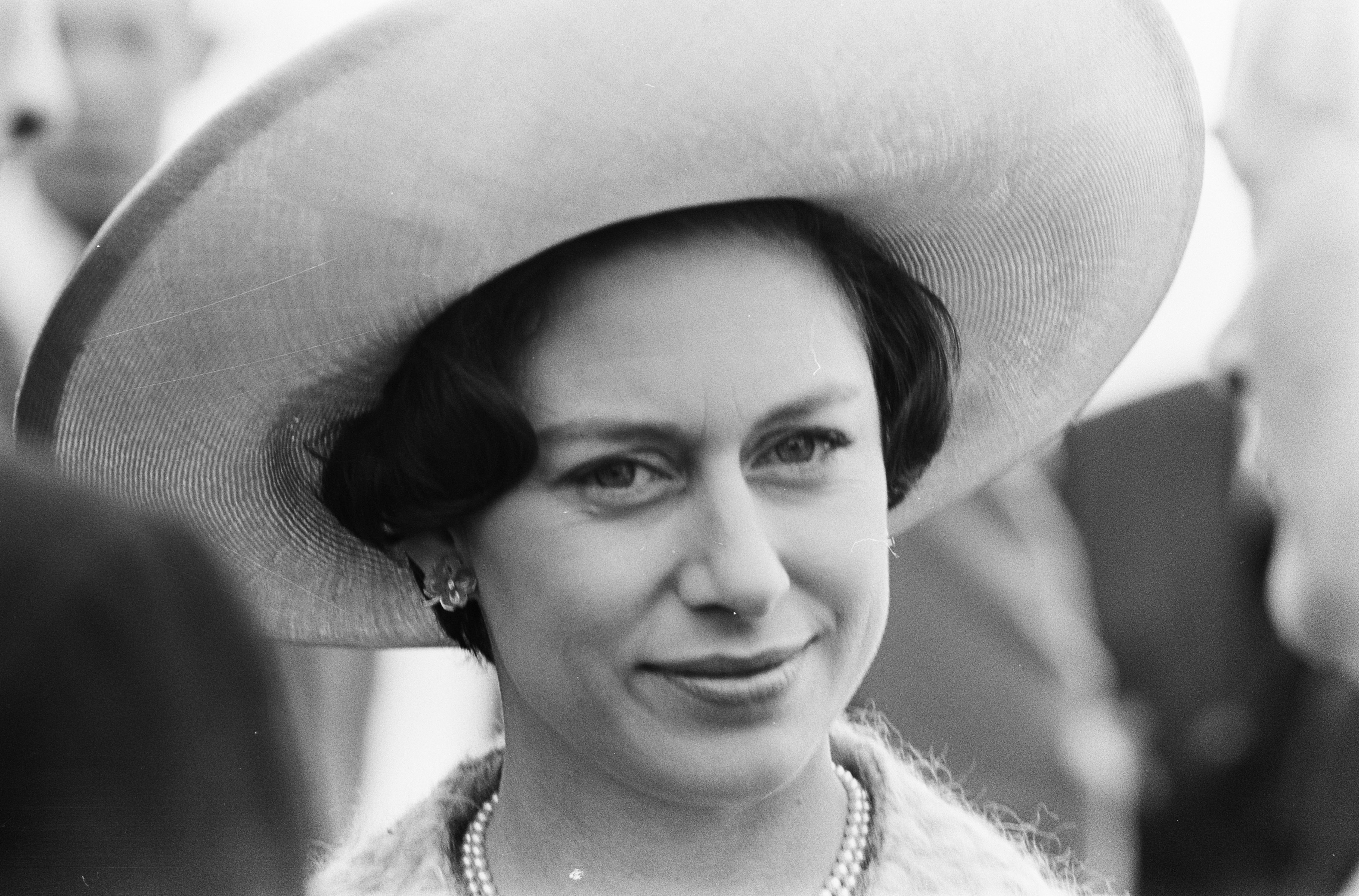
Margaret du Royaume-Uni
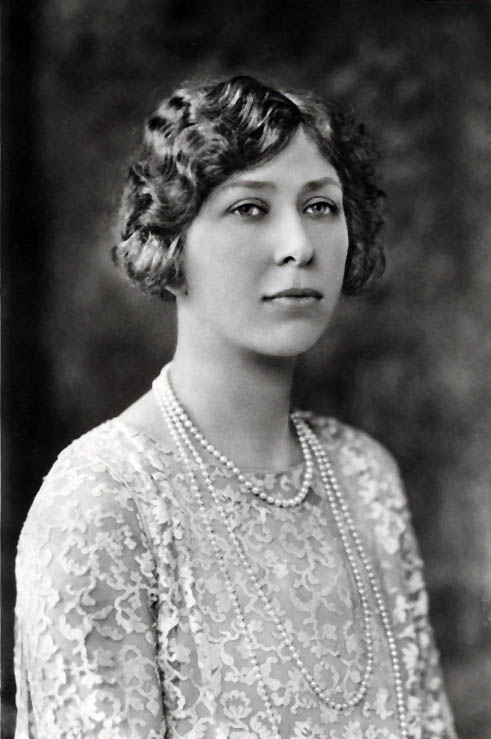
Mary du Royaume-Uni
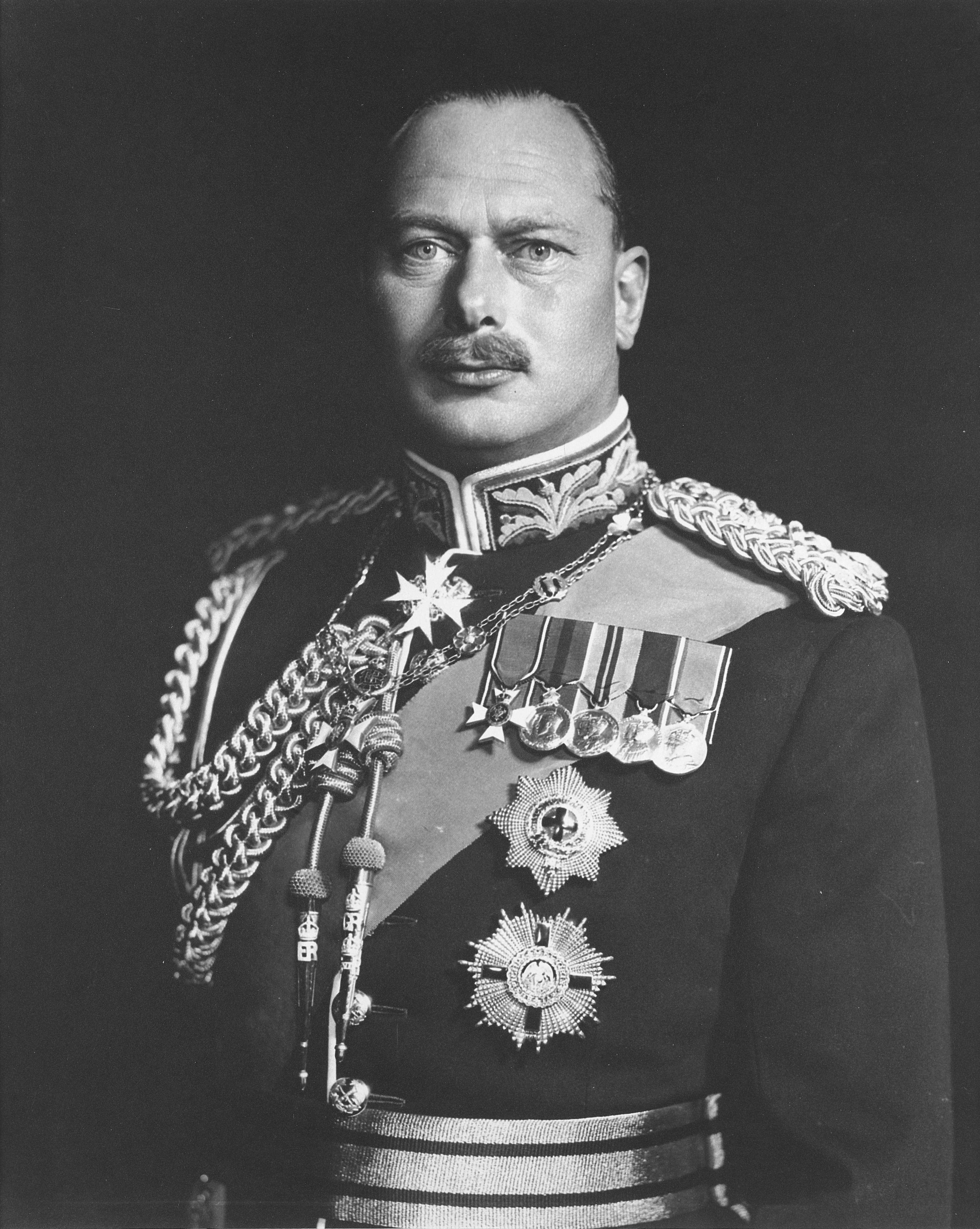
Henry de Gloucester
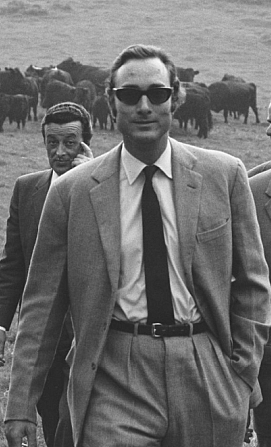
William de Gloucester
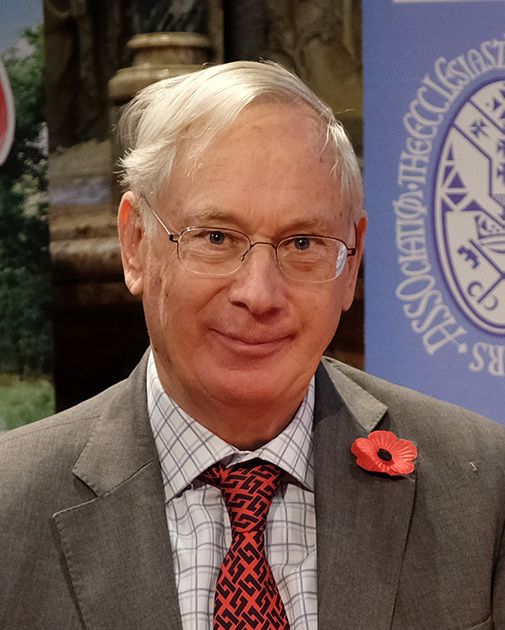
Richard de Gloucester
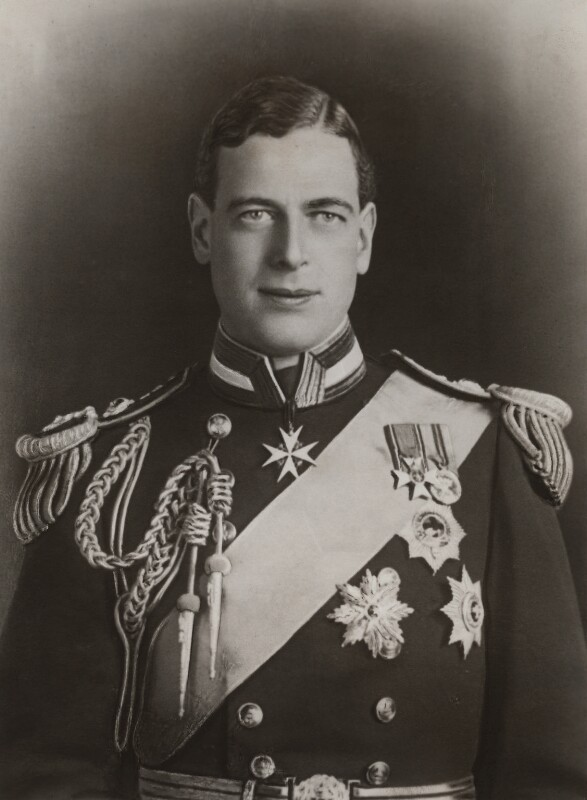
George de Kent
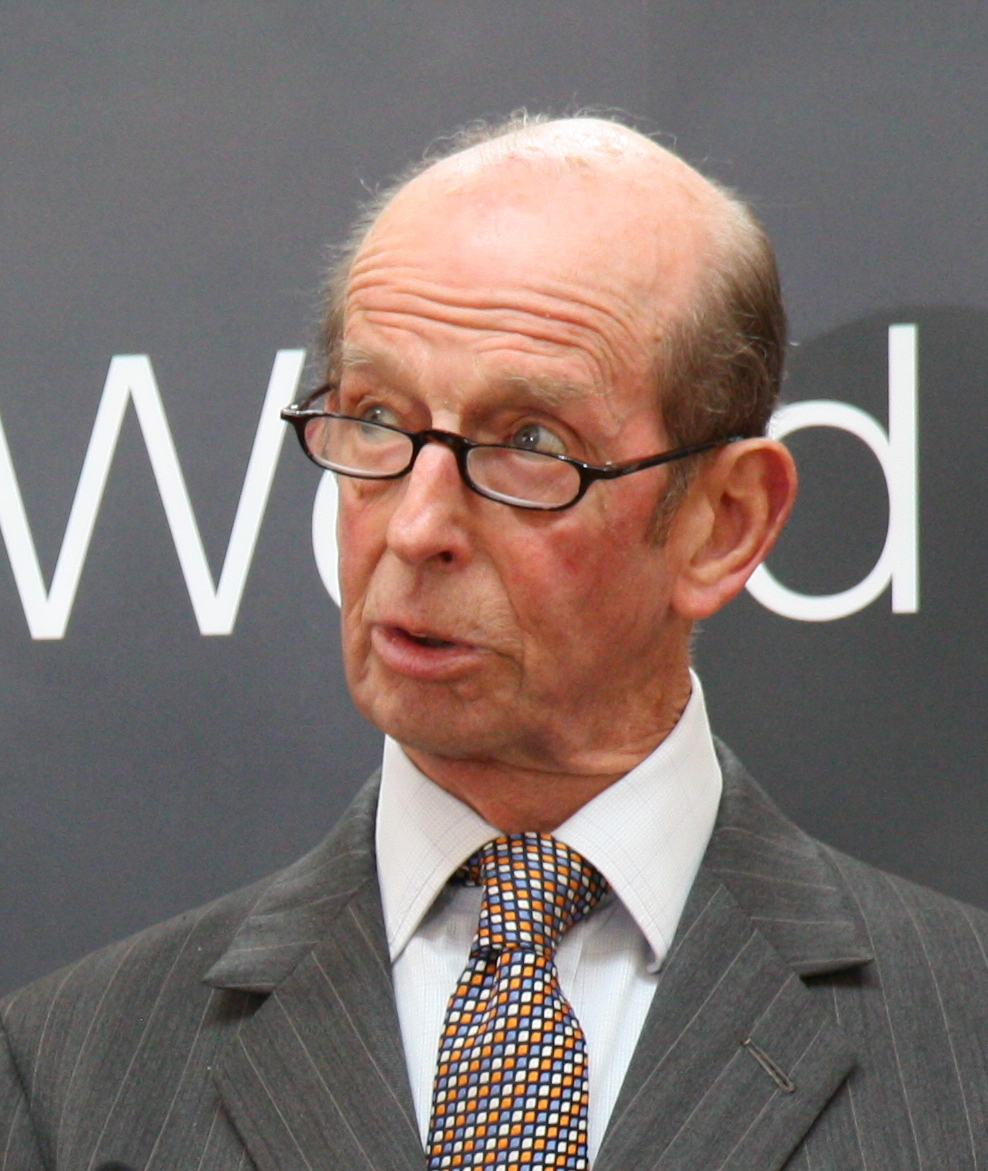
Edward de Kent
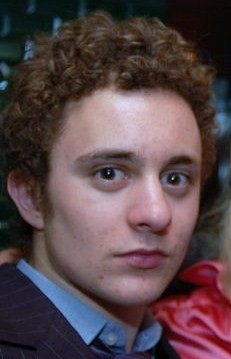
Edward Windsor
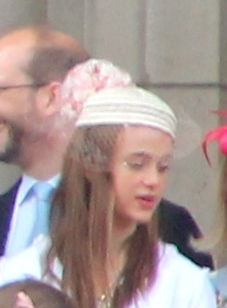
Amelia Windsor
Helen Windsor
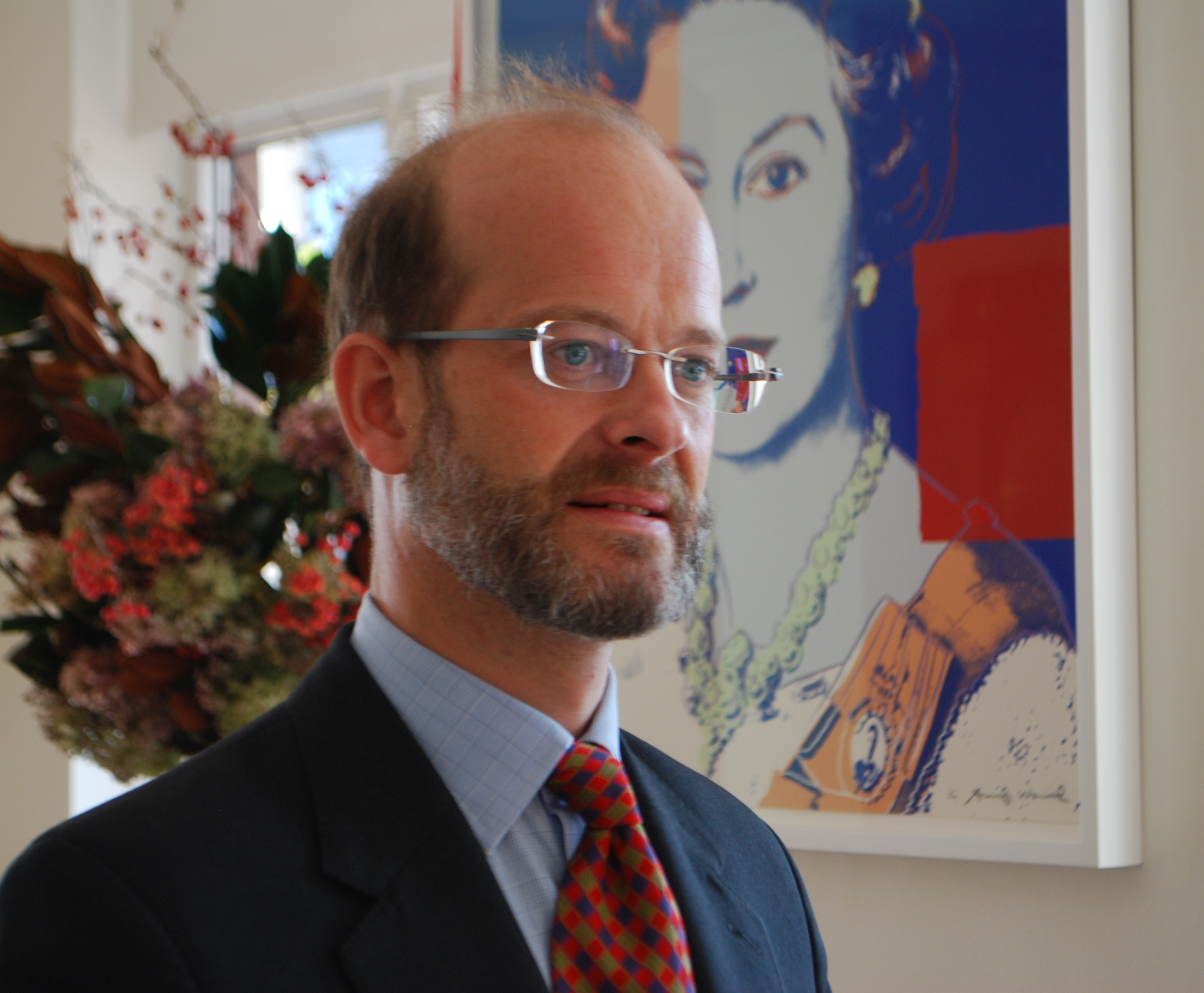
Nicholas Windsor
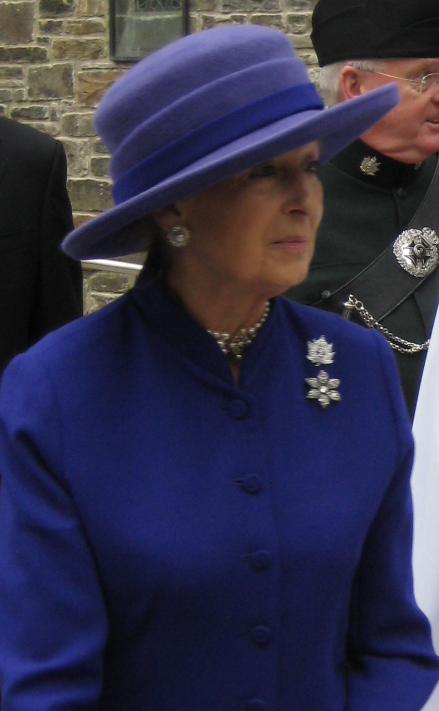
Alexandra de Kent
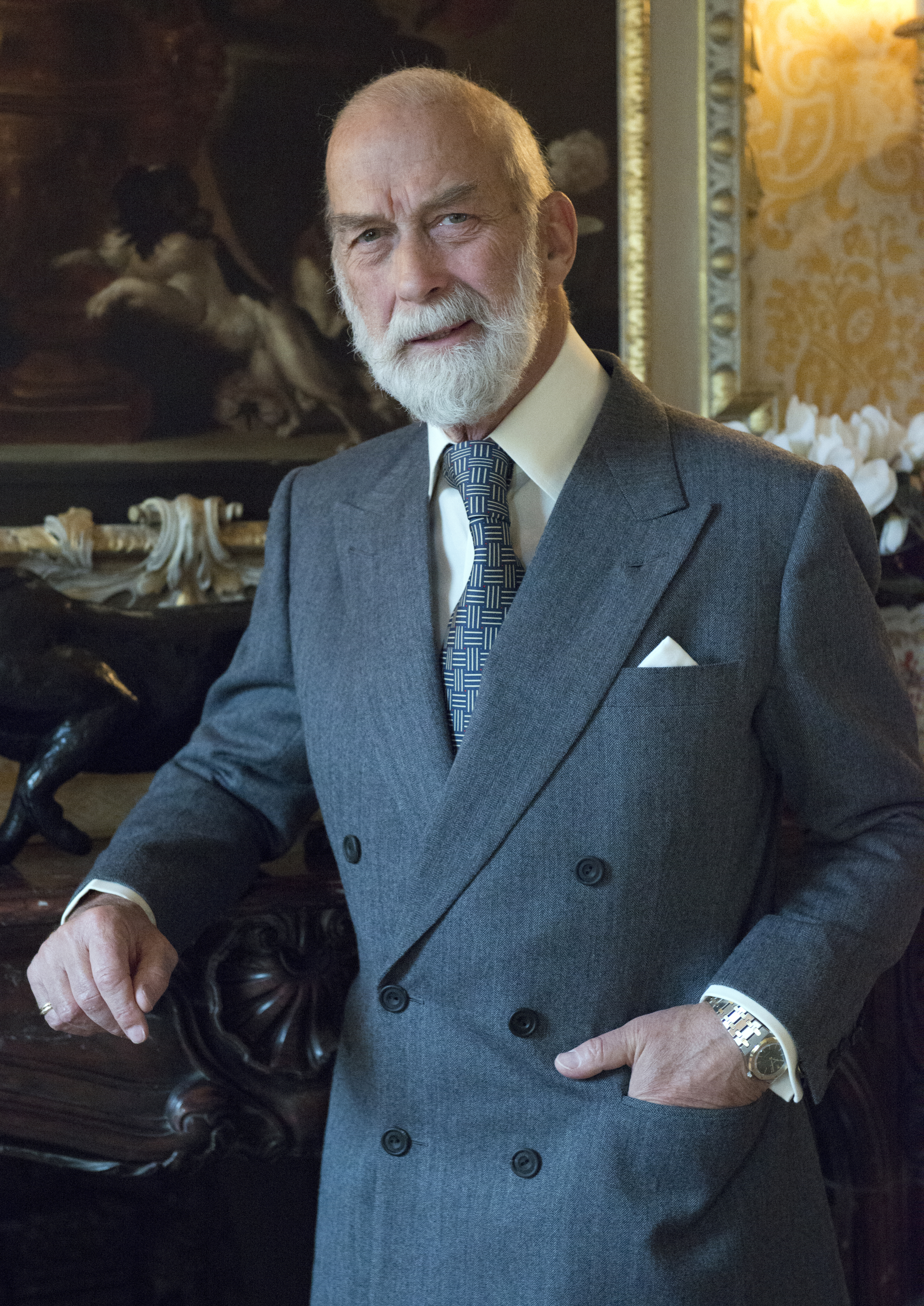
Michael de Kent
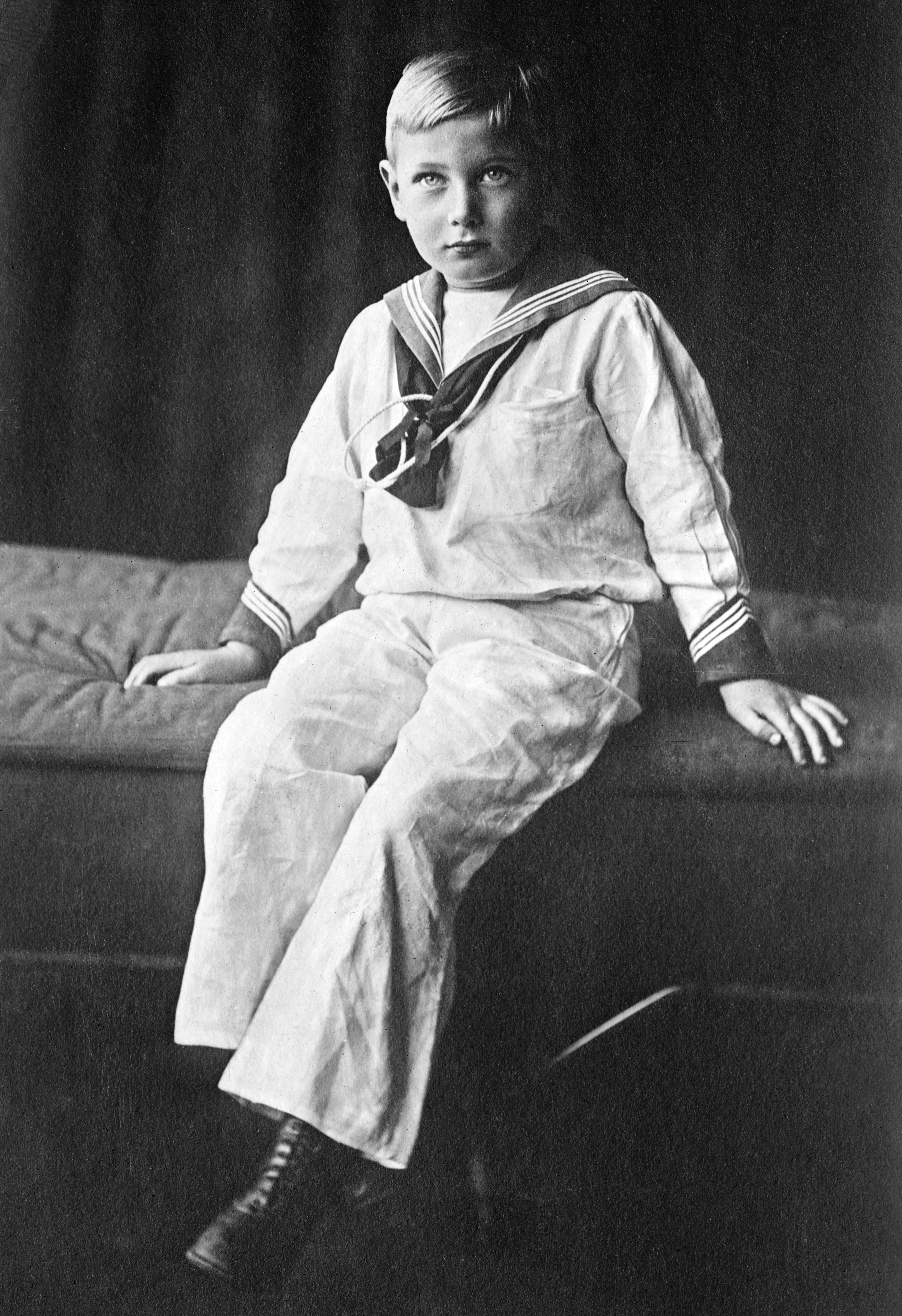
John du Royaume-Uni

## Monarques du Royaume-Uni

### Saxe-Cobourg et Gotha
| Portrait | Nom                     | Règne                                                    | Lien avec le prédécesseur |
| -------- | ----------------------- | -------------------------------------------------------- | --- |
|          | Édouard VII (1841-1910) | 22 janvier 1901 - 6 mai 1910 (9 ans, 3 mois et 14 jours) | Fils de Victoria et d'Albert de Saxe-Cobourg-Gotha, il est le premier monarque issu de la maison de Saxe-Cobourg-Gotha, qui succède ainsi à la maison de Hanovre sur le trône britannique. |
|          | George V (1865-1936)    | 6 mai 1910 – 10 juillet 1917 (7 ans, 2 mois et 4 jours)  | Fils d'Édouard VII et d'Alexandra de Danemark. |

### Windsor (maison de Saxe-Cobourg et Gotha)
| Portrait | Nom                      | Règne                                                          | Lien avec le prédécesseur |
| -------- | ------------------------ | -------------------------------------------------------------- | --- |
|          | George V (1865-1936)     | 10 juillet 1917 – 20 janvier 1936 (18 ans, 6 mois et 10 jours) | Il est à l'origine du changement de nom de la maison de Saxe-Cobourg-Gotha en maison Windsor. |
|          | Édouard VIII (1894-1972) | 20 janvier – 11 décembre 1936 (10 mois et 21 jours)            | Fils de George V et de Mary de Teck, il abdique pour se marier à Wallis Simpson en 1936. |
|          | George VI (1895-1952)    | 11 décembre 1936 - 6 février 1952 (15 ans, 1 mois et 26 jours) | Frère d'Édouard VIII. |
|          | Élisabeth II (1926-2022) | 6 février 1952 - 8 septembre 2022 (70 ans, 7 mois et 2 jours)  | Fille de George VI et d'Elizabeth Bowes-Lyon. Elle est à ce jour le souverain le plus âgé à jamais avoir occupé le trône britannique, et son règne est le plus long devant ceux de Victoria et de George III. |

### Windsor (maison de Glücksbourg)
| Portrait | Nom                | Règne                                                   | Lien avec le prédécesseur |
| -------- | ------------------ | ------------------------------------------------------- | --- |
|          | Charles III (1948) | Depuis le 8 septembre 2022 (2 ans, 10 mois et 19 jours) | Fils d'Élisabeth II et de Philip Mountbatten. Leurs descendants directs n'ont pas de nom de famille. Cependant, quand un nom de famille doit être utilisé, il s'agit de Mountbatten-Windsor, bien que, selon les lettres patentes de février 1960, le nom officiel de la famille royale soit Windsor pour tous les membres titrés de la famille royale. |